# Groß Woltersdorf (Groß Pankow)
Groß Woltersdorf ist ein Ortsteil der Gemeinde Groß Pankow im Landkreis Prignitz in Brandenburg. Zum Ortsteil Groß Woltersdorf gehören die Dörfer Brünkendorf, Groß Woltersdorf und Klein Woltersdorf.

## Geografie und Verkehrsanbindung
Groß Woltersdorf liegt südöstlich des Kernortes Groß Pankow. Westlich verläuft die B 107 und östlich die Landesstraße L 146 und die B 103. Durch den Ort fließt der Cederbach, der durch mehrere Quellen im Ort gespeist wird.

## Sehenswürdigkeiten
Als Baudenkmal ist die Dorfkirche in der Dorfstraße ausgewiesen (siehe Liste der Baudenkmale in Groß Pankow (Prignitz)#Groß Woltersdorf).